# Vlad Reiser
Vladislav Melesjtjenkov, känd som Vlad Reiser, född 7 maj 1993 i Zjodzina, Belarus, är en svensk youtubare, med över 470 000 prenumeranter.[när?]
Tillsammans med sina föräldrar flyttade han till Sverige år 2002, då han var nio år gammal.
Vlad Reiser har medverkat i TV-programmet Hey Nickelodeon Med Vlad & Athena på Nickelodeon. Han medverkade i Melodifestivalen 2019 med låten Nakna i regnet, skriven av Lukas Nathansson, John Hårleman, Chris Enberg och Vlad Reiser. Han tävlade i andra deltävlingen där han tog sig till andra chansen men blev där utslagen.
Reisers youtubekanal har återkommande listats som en av mäktigaste i Sverige, men halkade under 2022 ned till plats 38.

## Kontroverser
Efter att ha publicerat en Youtubevideo i januari 2021, där han betygsatte unga tjejer på Tiktok utifrån sexuella kriterier fick Reiser utstå massiv kritik såväl i kommentarsfältet till videon som av andra influerare. Bland de influerare som kritiserat Reiser återfinns bland andra Filip Dikmen, Joakim Lundell och Cissi Wallin. Reiser sa på en Instagram story efter den inledande kritiken att den var väntad och att han tänkte bemöta den, men inte ta ner Youtubevideon. Youtubevideon har sedan dess blivit nedplockad.